# Unité urbaine de Tulle
L'unité urbaine de Tulle est une unité urbaine française centrée sur la ville de Tulle, préfecture du département de la Corrèze en région Nouvelle-Aquitaine. 

## Données générales
Dans le zonage réalisé par l'Insee en 1999, l'unité urbaine était composée de trois communes.
Dans le zonage réalisé en 2010, l'unité urbaine était composée de six communes, le périmètre s'étant étendu aux communes de Favars, Sainte-Fortunade et Saint-Germain-les-Vergnes.
Dans le nouveau zonage réalisé en 2020, elle est composée des six mêmes communes.
En 2022, avec 20 722 habitants, elle représente la 2e unité urbaine du département de Corrèze, et occupe le 24e rang dans la région Nouvelle-Aquitaine.
En 2021, sa densité de population s'élève à 169 hab/km2. Par sa superficie, elle ne représente que 2,13 % du territoire départemental et, par sa population, elle regroupe 8,8 % de la population du département de la Corrèze.

## Composition de l'unité urbaine en 2020
Elle est composée des six communes suivantes :
| Nom                       | Code Insee | Département | Statut       | Superficie (km2) | Population (dernière pop. légale) | Densité (hab./km2) | Modifier                                    |
| ------------------------- | ---------- | ----------- | ------------ | ---------------- | --------------------------------- | ------------------ | ------------------------------------------- |
| Tulle (ville-centre)      | 19272      | Corrèze     | ville-centre | 24,44            | 13 602 (2022)                     | 557                | modifier les données · modifier les données |
| Chameyrat                 | 19038      | Corrèze     | banlieue     | 18,95            | 1 492 (2022)                      | 79                 | modifier les données · modifier les données |
| Favars                    | 19082      | Corrèze     | banlieue     | 11,88            | 1 121 (2022)                      | 94                 | modifier les données · modifier les données |
| Laguenne-sur-Avalouze     | 19101      | Corrèze     | banlieue     | 12,15            | 1 565 (2022)                      | 129                | modifier les données · modifier les données |
| Sainte-Fortunade          | 19203      | Corrèze     | banlieue     | 38,31            | 1 793 (2022)                      | 47                 | modifier les données · modifier les données |
| Saint-Germain-les-Vergnes | 19207      | Corrèze     | banlieue     | 19,15            | 1 149 (2022)                      | 60                 | modifier les données · modifier les données |

## Évolution démographique
| 1968   | 1975   | 1982   | 1990   | 1999   | 2009   | 2014   | 2021   |
| ------ | ------ | ------ | ------ | ------ | ------ | ------ | ------ |
| 25 427 | 25 812 | 25 287 | 23 867 | 22 192 | 22 360 | 21 373 | 21 099 |

#### Données générales
- Unité urbaine
- Aire d'attraction d'une ville
- Liste des unités urbaines de France

#### Données démographiques en rapport avec l'unité urbaine de Tulle
- Aire d'attraction de Tulle
- Arrondissement de Tulle

#### Données démographiques en rapport avec la Corrèze
- Démographie de la Corrèze